# Holabird & Root
Holabird & Root ist ein Architekturbüro aus Chicago. Es wurde 1880 gegründet und wechselte mehrmals seinen Namen und seine Mitarbeiter. Es gehörte als Holabird & Roche zu den wichtigsten Protagonisten der Schule von Chicago. Später baute es Wolkenkratzer des Art déco und der Moderne. Das Büro besteht bis heute.

## Geschichte
Das Büro wurde von William Holabird (1854–1923) und Ossian Cole Simonds (1855–1931) als Holabird & Simonds gegründet, die zuvor beide im Büro von William Le Baron Jenny arbeiteten. Bereits 1881 folgte der zuvor ebenfalls bei Jenney angestellte Martin Roche (1855–1927) als Partner in das Büro (Holabird, Simonds & Roche). Bereits 1883 verließ Simonds das Büro, woraufhin Holabird & Roche entstand.
Das Büro sollte für die folgenden Jahre zu einem der wichtigsten Protagonisten der Architektur Chicagos werden. Chicago war im 19. Jahrhundert innerhalb weniger Jahrzehnte rasant gewachsen, nach einem verheerenden Stadtbrand 1871 kam es zu einem erneuten Wachstum und zu einer umfassenden Bautätigkeit. Chicago war zu einem der wichtigsten Wirtschaftsstandorte der Vereinigten Staaten aufgestiegen. Mit dem zehnstöckigen Montauk Building von Burnham & Root war 1882 einer der ersten Wolkenkratzer überhaupt in Chicago entstanden. In der Stadt entwickelte sich für Hochhäuser eine eigene Architektursprache, deren wichtigste frühe Protagonisten neben Burnham & Root, Le Baron Jenny noch Louis Sullivan und Dankmar Adler waren. Vor diesem Hintergrund wurden auch Holabird & Roche bald zu einem führenden Büro für Hochhäuser und Vertrer der Chicagoer Schule, wobei sie jedoch auch diverse andere Gebäude jeder Größe bauten.
Nach dem Tod von William Holabird (1923) und Martin Roche (1927) wurde die Firma 1927 in Holabird & Roche umbenannt. Die Firma wurde nun von Holabirds Sohn John Augur Holabird und John Wellborn Root Jr. geleitet, die beide bereits Mitte der 1910er Jahre in der Firma tätig waren. In den Zwanziger Jahren wandte sich das Büro dem Art déco zu und schuf eine Reihe von bedeutenden Wolkenkratzern in Chicago.
Bis 1987 arbeiteten zwei weitere Generation von Holabirds in der Firma, die zwischenzeitlich auch Holabird, Root & Burgee hieß. Heute nennt sich das Büro wieder Holabird & Root, obgleich keine Person dieses Namens im Unternehmen tätig ist.

## Bauten (Auswahl)

### Holabird & Roche
Die angegebenen Daten geben den Zeitpunkt des Auftrags bis zur Fertigstellung des Gebäudes an. Die Nummern in Klammern entsprechen dem Werkverzeichnis von Bruegmann 1991. In der Galerie ist aus Platzgründen nur das Datum der Fertigstellung angegeben.
- 1886–89: Tacoma Building (22), LaSalle & Madison Streets, Chicago (1929 abgerissen)
- 1884–91: Pontiac Building (61), 542 South Dearborn Street, Chicago (NRHP)
- 1889–91: St. Mark’s Episcopal Church (66), 1509 Ridge Avenue, Evanston
- 1891–92: Venetian Building (153), 15 East Washington Street, Chicago (abgerissen)
- 1891–93: Südliche Erweiterung des Monadnock Building (150), 54 West Van Buren, Chicago (NRHP, NHL District, Chicago Landmark)
- 1891–93: Evanston City Hall (207), Davis Street & Sherman Avenue, Evanston (abgerissen)
- 1893–94: Old Colony Building (201), 401 South Dearborn Street, Chicago
- 1894 (mit Green and Wicks): D. S. Morgan Building (222), Franklin, Eagle, Niagara & Pearl Streets, Buffalo, New York (abgerissen)
- 1894–95: Champlain Building (215), State & Madison Streets, Chicago (1915 abgerissen)
- 1894–95: State Safety Building (A.M. Rothschild Store) (220), 337 South State Street, Chicago (um 1909 abgerissen)
- 1895: Marquette Building (200), 140 South Dearborn Street, Chicago (1905–06 durch Holabird & Roche erweitert) (NHL, NRHP, Chicago Landmark)
- 1895: Atwood Building (230), 6 North Clark Street, Chicago (abgerissen)
- 1897–98: Williams Building (260), 205 West Monroe Street
- 1899: Cable Building, 57 East Jackson Boulevard, Chicago (1961 abgerissen)
- 1899: McClurg Building (Ayer Building) (264), 218–224 South Wabash Avenue, Chicago (NRHP)
- 1900–01: Central Trading Company Building (Mandel Brothers Annex), Wabash Avenue & Madison Street (1905 durch Holabird & Roche erweitert)
- 1901–02: Tribune Building (308), 7 South Dearborn Street, Chicago (2000 abgerissen)
- 1901–06: Congress Apartment and Hotel Building (335), 518–536 South Michigan Avenue (in zwei Bauabschnitten)
- 1903–04: Chicago Building (Chicago Savings Bank Building) (359), 7 West Madison Street, Chicago (NRHP, Chicago Landmark)
- 1904–05: Republic Building (344), 209 South State Street, Chicago (1961 abgerissen)
- 1904–08: University Club (383), 76 East Monroe Street, Chicago
- 1904–10: Chicago City Hall and Cook County Courthouse (373), Clark, Randolph, LaSalle & Washington Streets (in zwei Bauabschnitten)
- 1905–16: Boston Store (384), Madison & State Streets (in sechs Bauabschnitten)
- 1906–11: Hotel Sherman (410), 110–114 West Randolph Street (1980 abgerissen)
- 1907: Oliver Typewriter Building, 159 North Dearborn Street, Chicago
- 1907–09: LaSalle Hotel (418), LaSalle & Madison Streets, Chicago (1976/79 abgerissen)
- 1908: Born Building (432), 540 South Wells Street, Chicago (vor 1996 abgerissen)
- 1908–12: McCormick Building (442), 332 South Michigan Avenue, Chicago
- 1909–10: Brooks Estate Building (Brooks Building) (464), 223 West Jackson Boulevard, Chicago
- 1909–12: Otis Building (477), 10 South LaSalle Street, Chicago (teilweise abgerissen)
- 1909–12: Rothschild Department Store (480), 305–341 South State Street, Chicago
- 1910–12: Monroe Building (504), 104 South Michigan Avenue, Chicago
- 1911–12: North American Building (542), 36 South State Street, Chicago
- 1913–15: Hotel Muehlebach (607), Kansas City (zwischen 1984/96 abgerissen)
- 1913–16: Century Building (585), 202 South State Street (U.S. Historic District)
- 1913–20: John Crerar Library (590), 86 East Randolph Street, Chicago (vor 1985 abgerissen)
- 1913–14: Three Arts Club (601), 1300 North Dearborn Street, Chicago
- 1914–17: C. W. Case Deering House (629), Honolulu
- 1915: Roanoke Building (Lumber Exchange Building) (596), 11 South Lasalle Street, Chicago (1922 und 1925 aufgestockt) (NRHP, Chicago Landmark)
- 1915–16: Plankinton Arcade (661), Milwaukee
- 1915–20: Franklin Exchange, Chicago Telephone Company (644), 311–327 West Washington Street

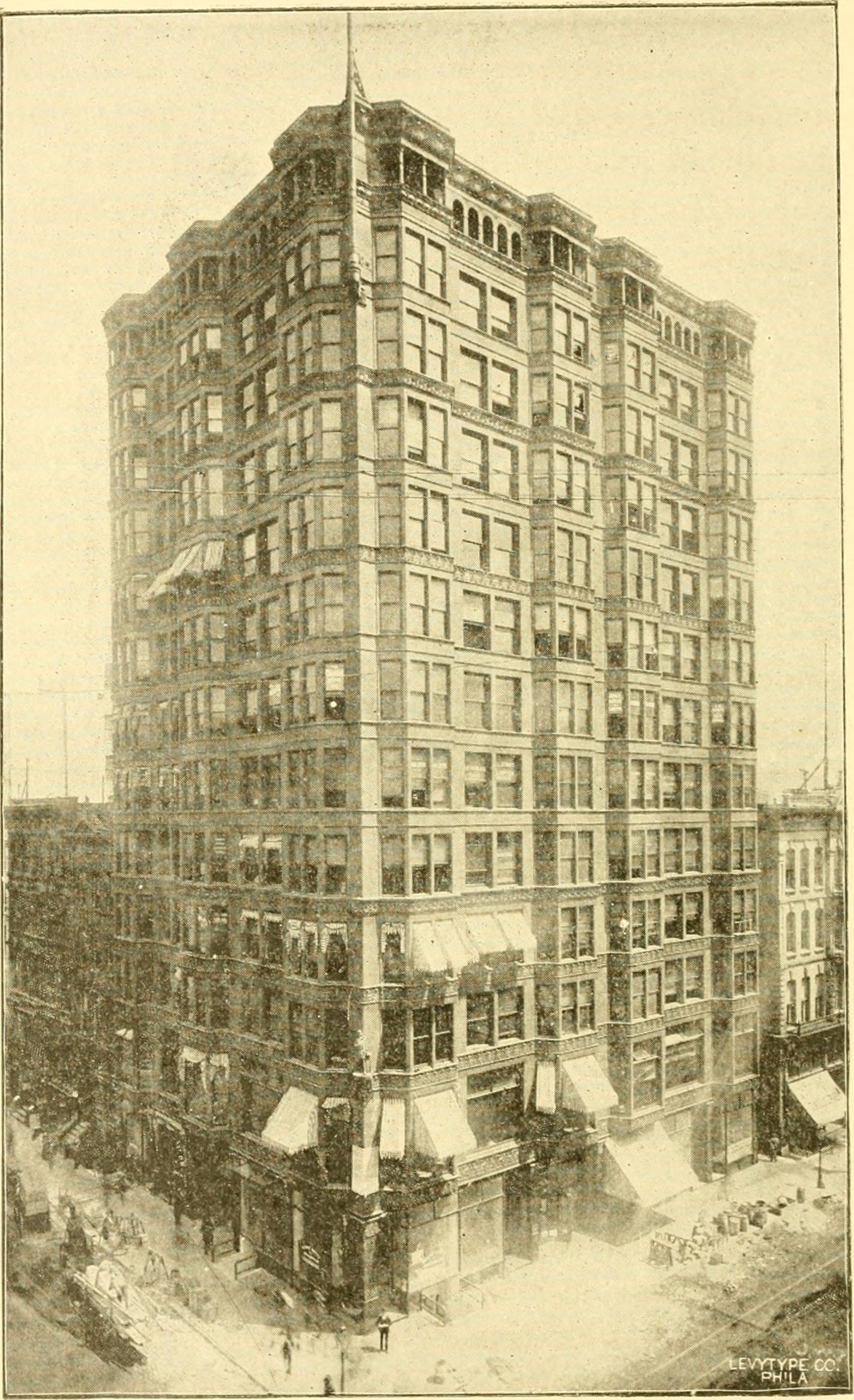
Tacoma Building (1889)
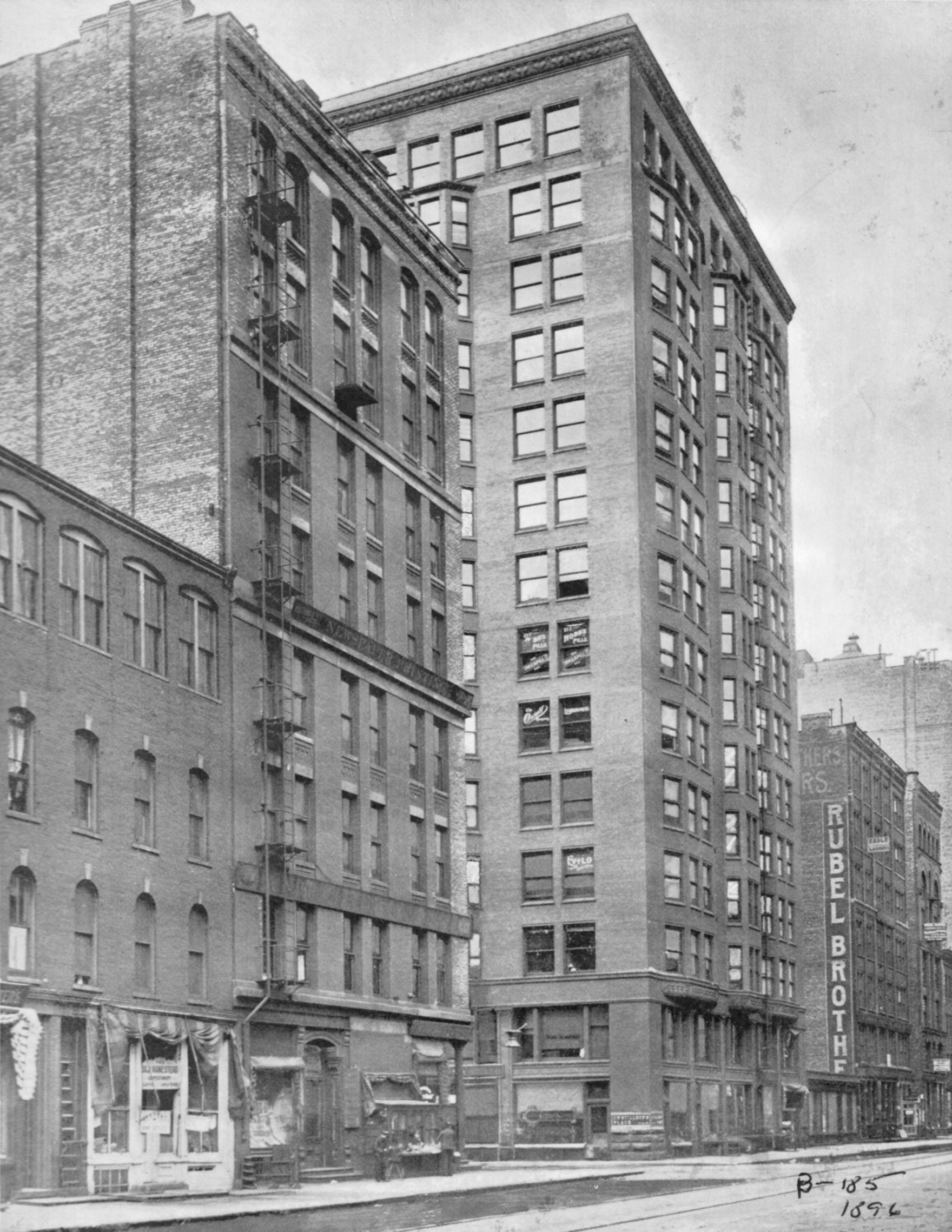
Pontiac Building (1891)
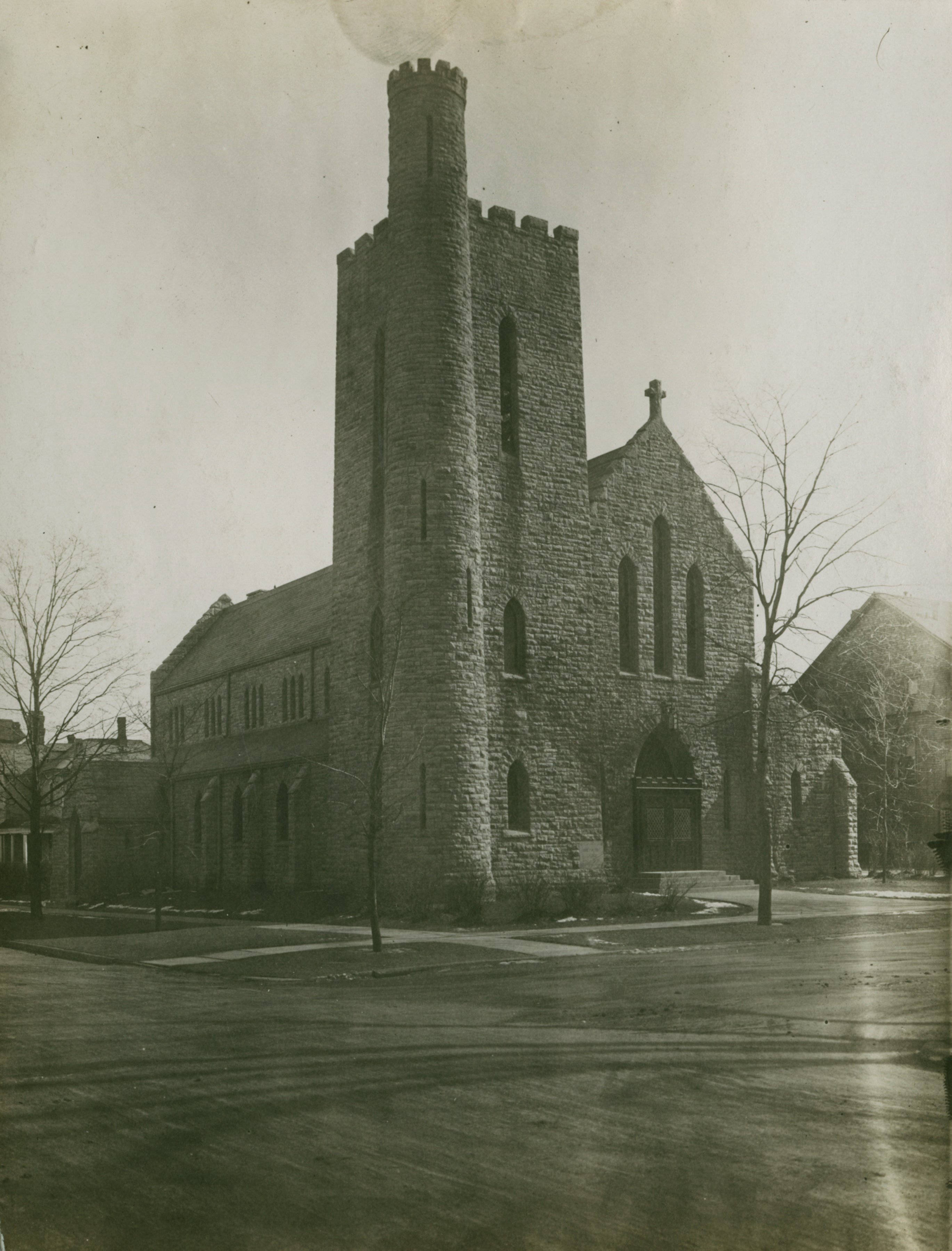
St. Mark’s Episcopal Church (1891)
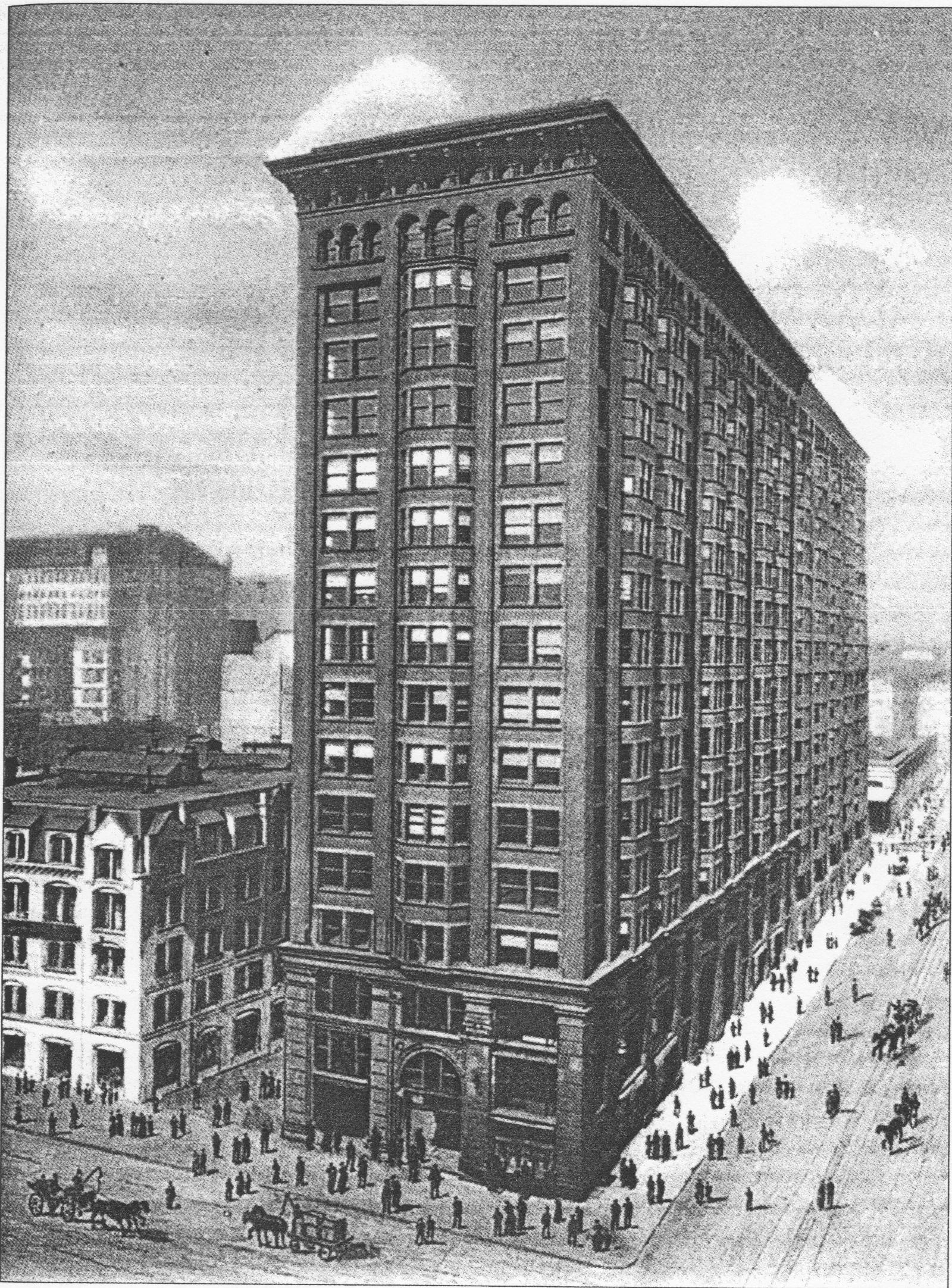
Monadnock Building (1893)
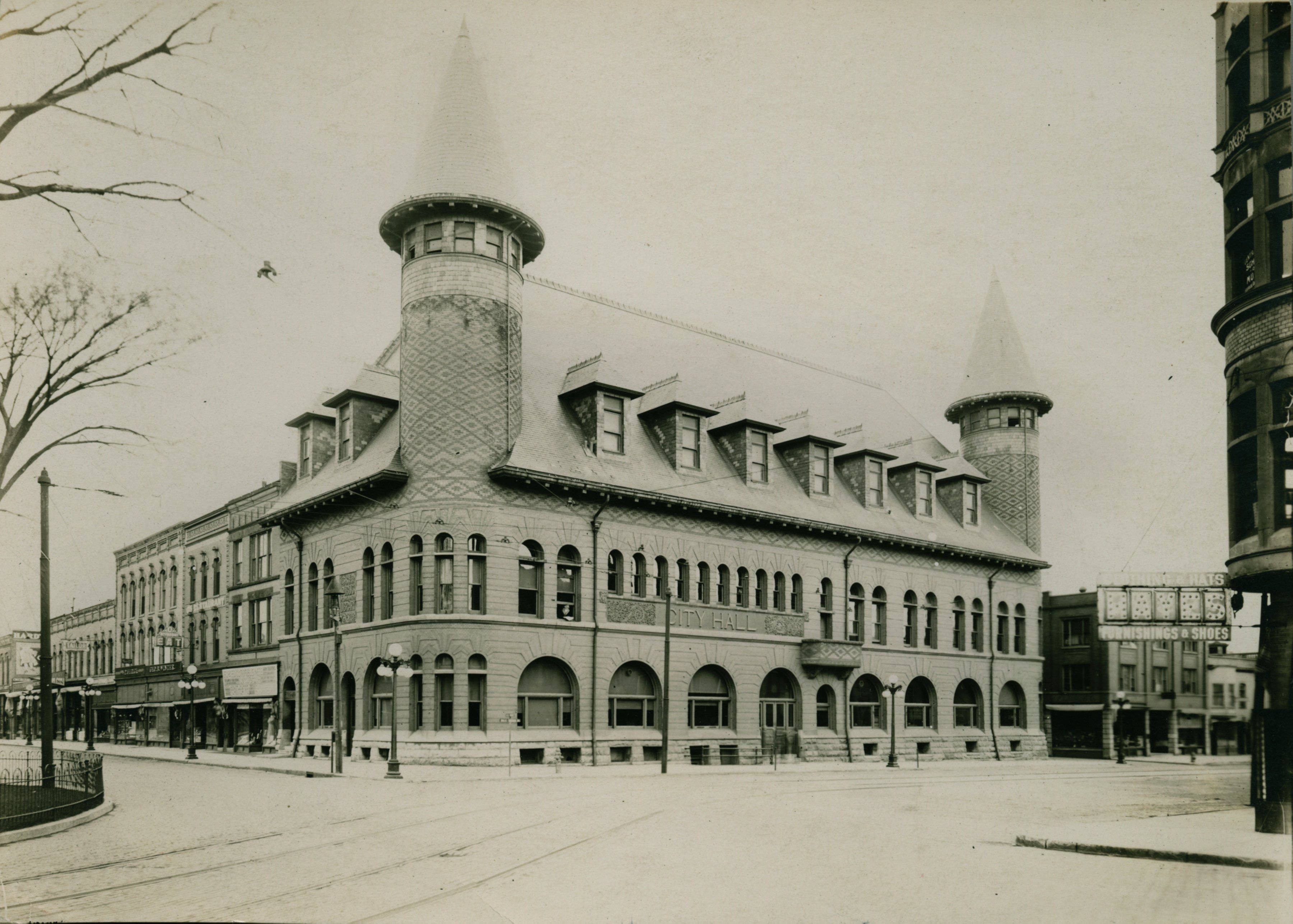
Evanston City Hall (1893)
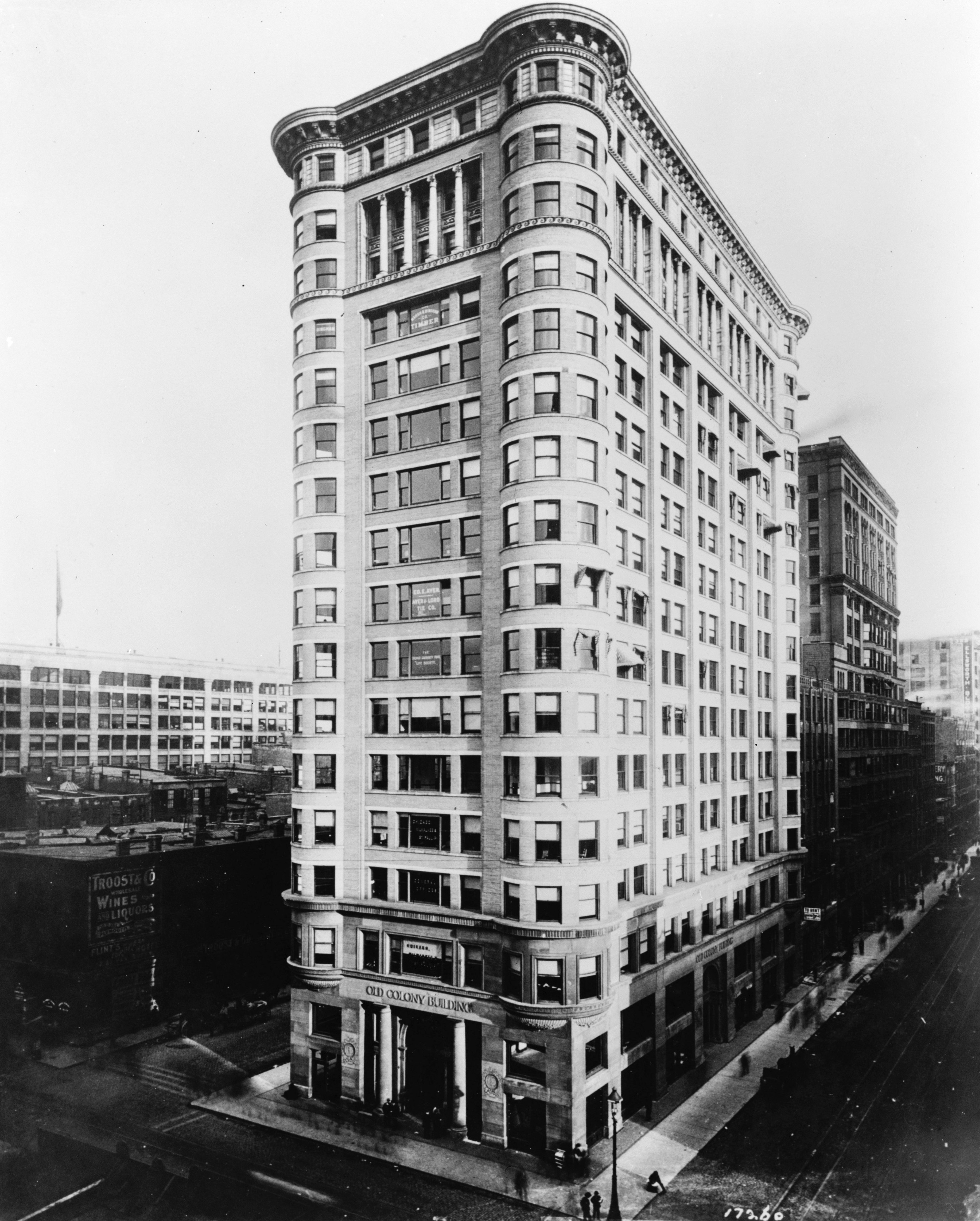
Old Colony Building (1893)
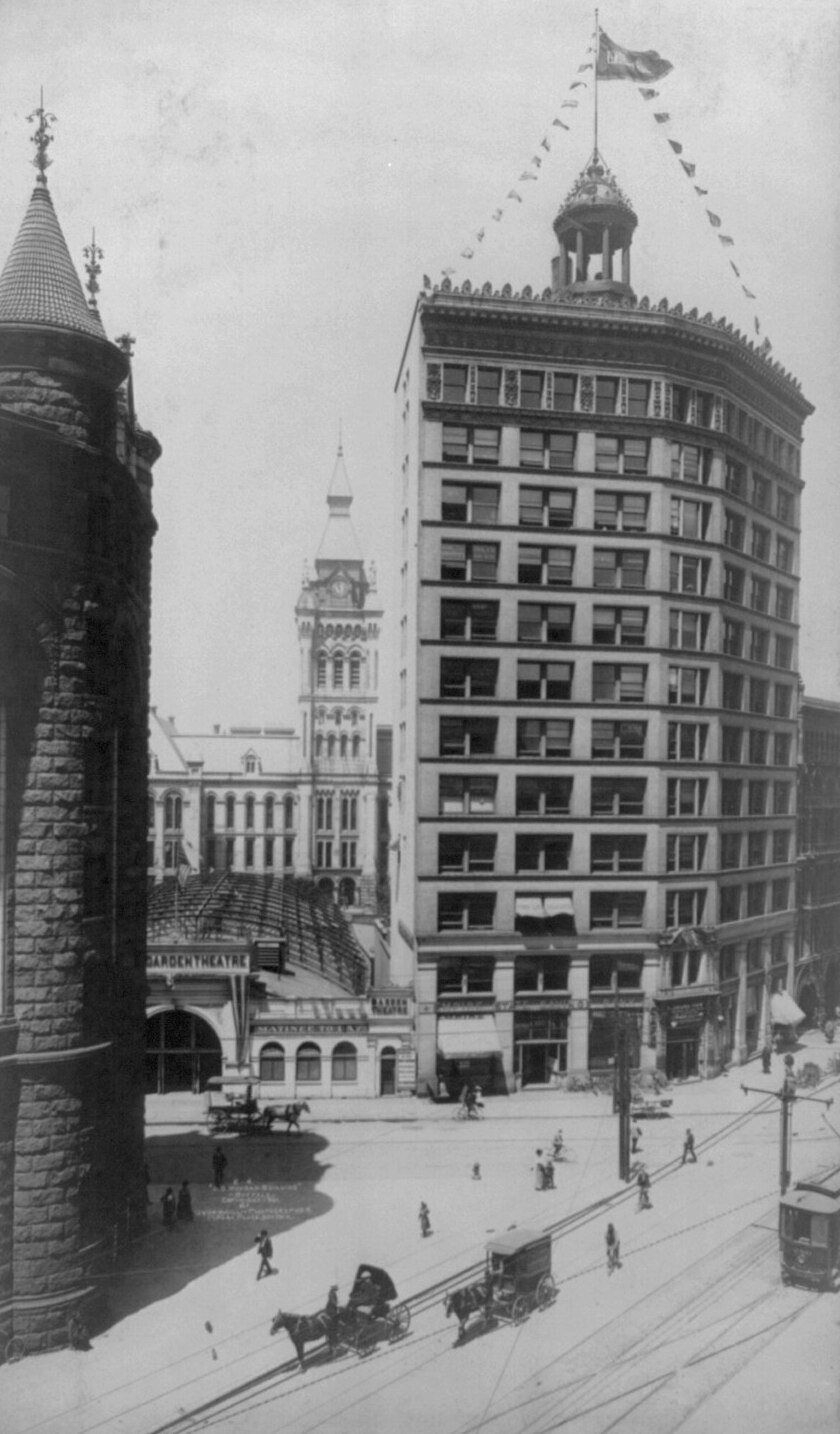
D. S. Morgan Building (1894)
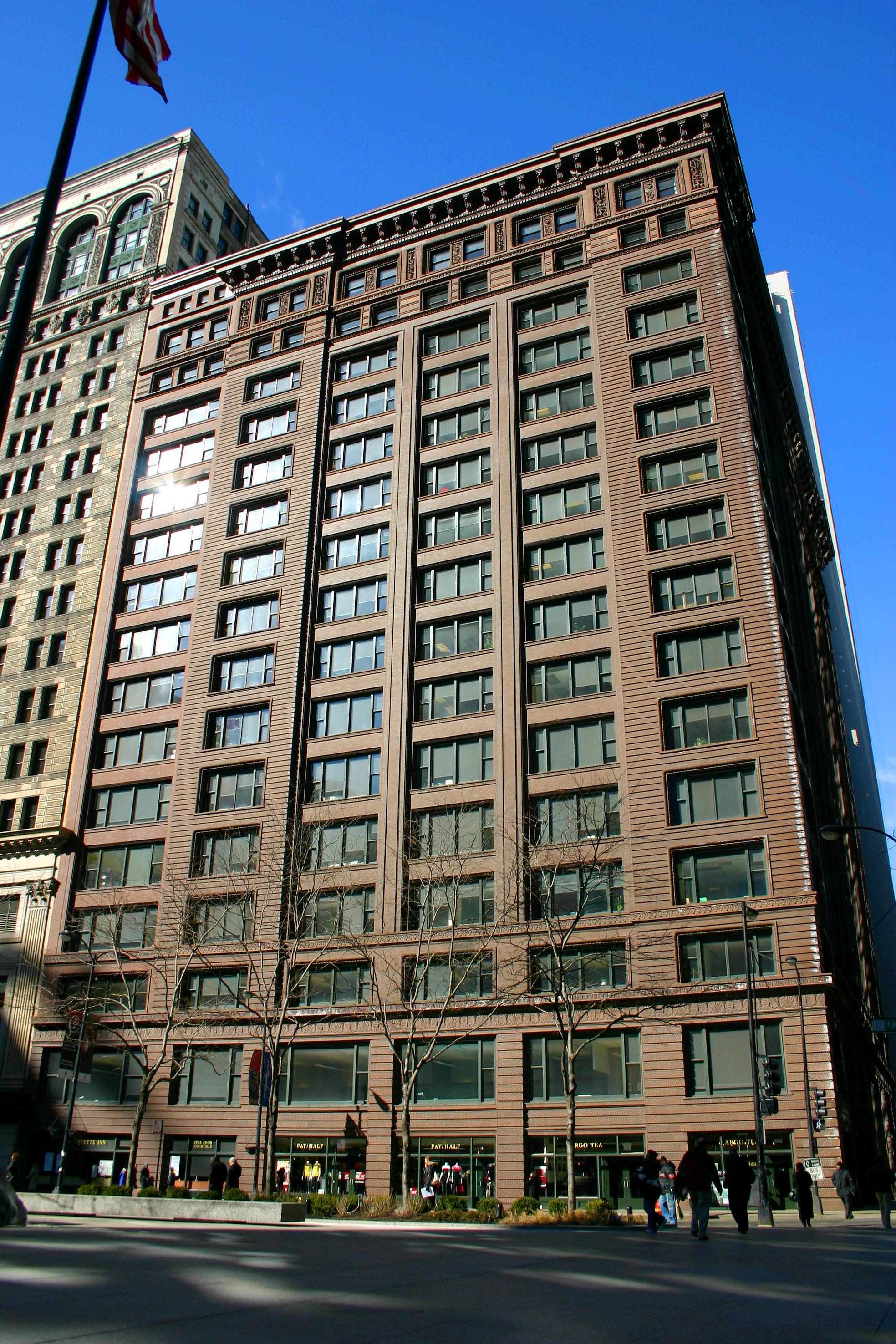
Marquette Building (1895)
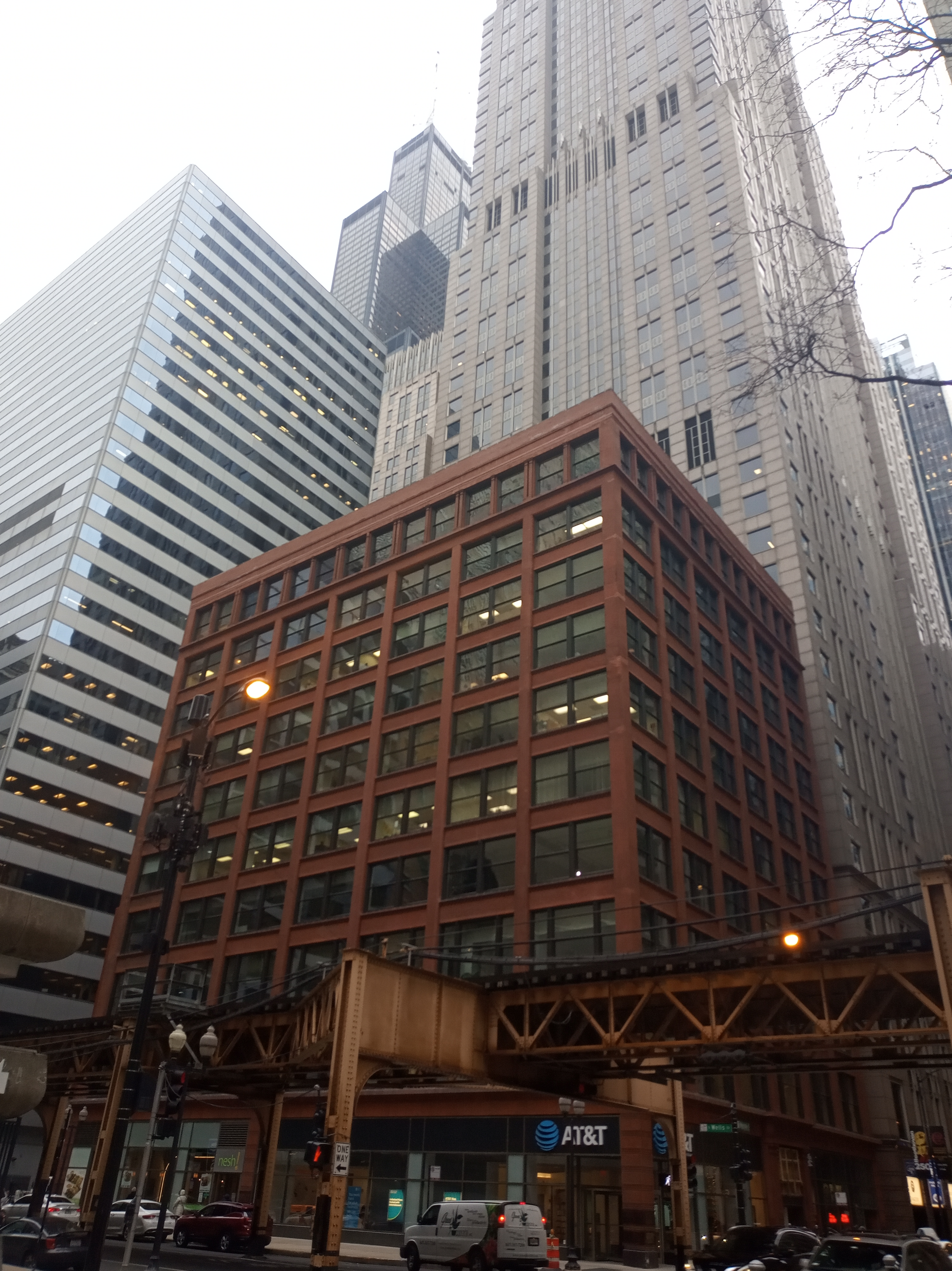
Williams Building (1898)
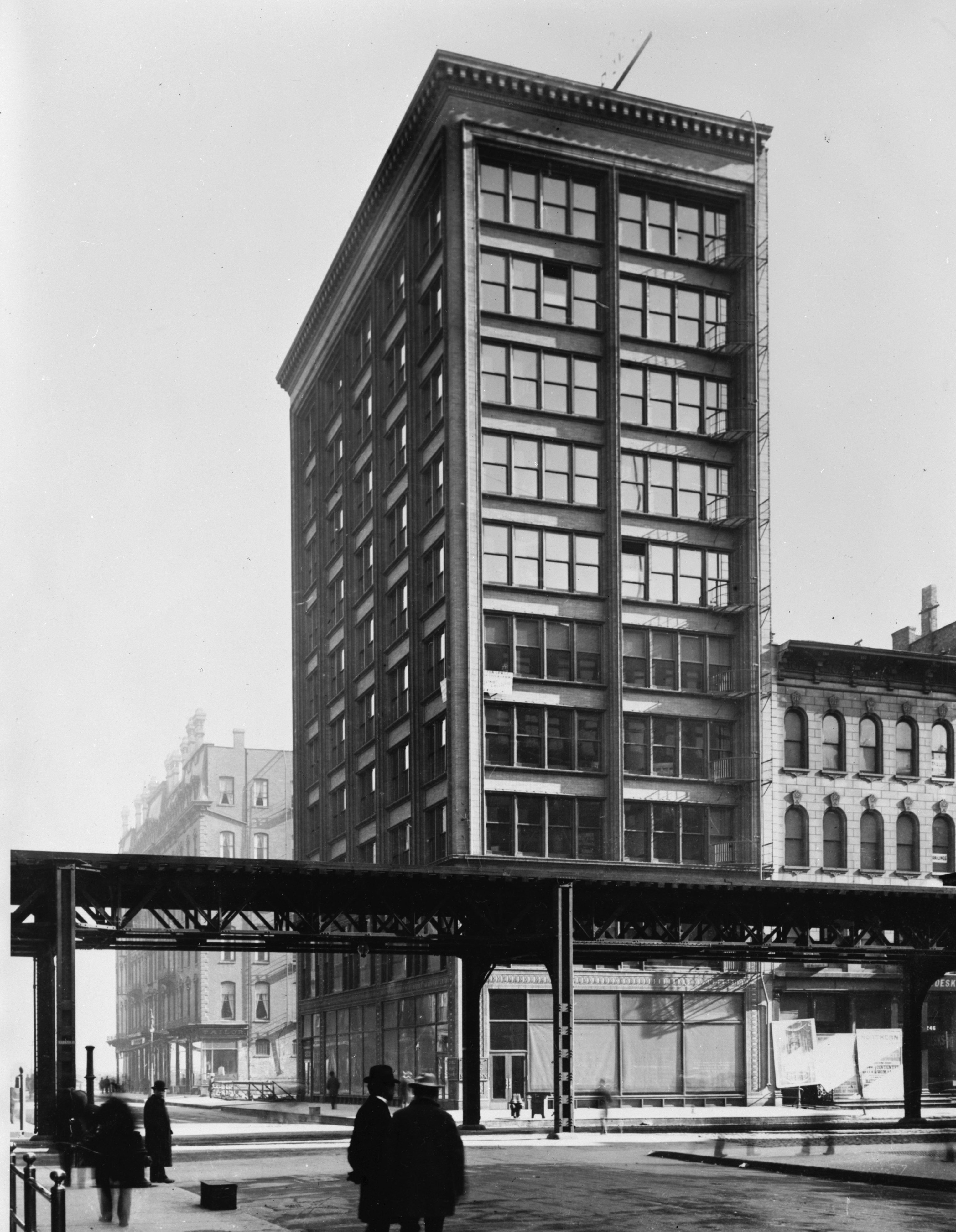
Cable Building (1899)
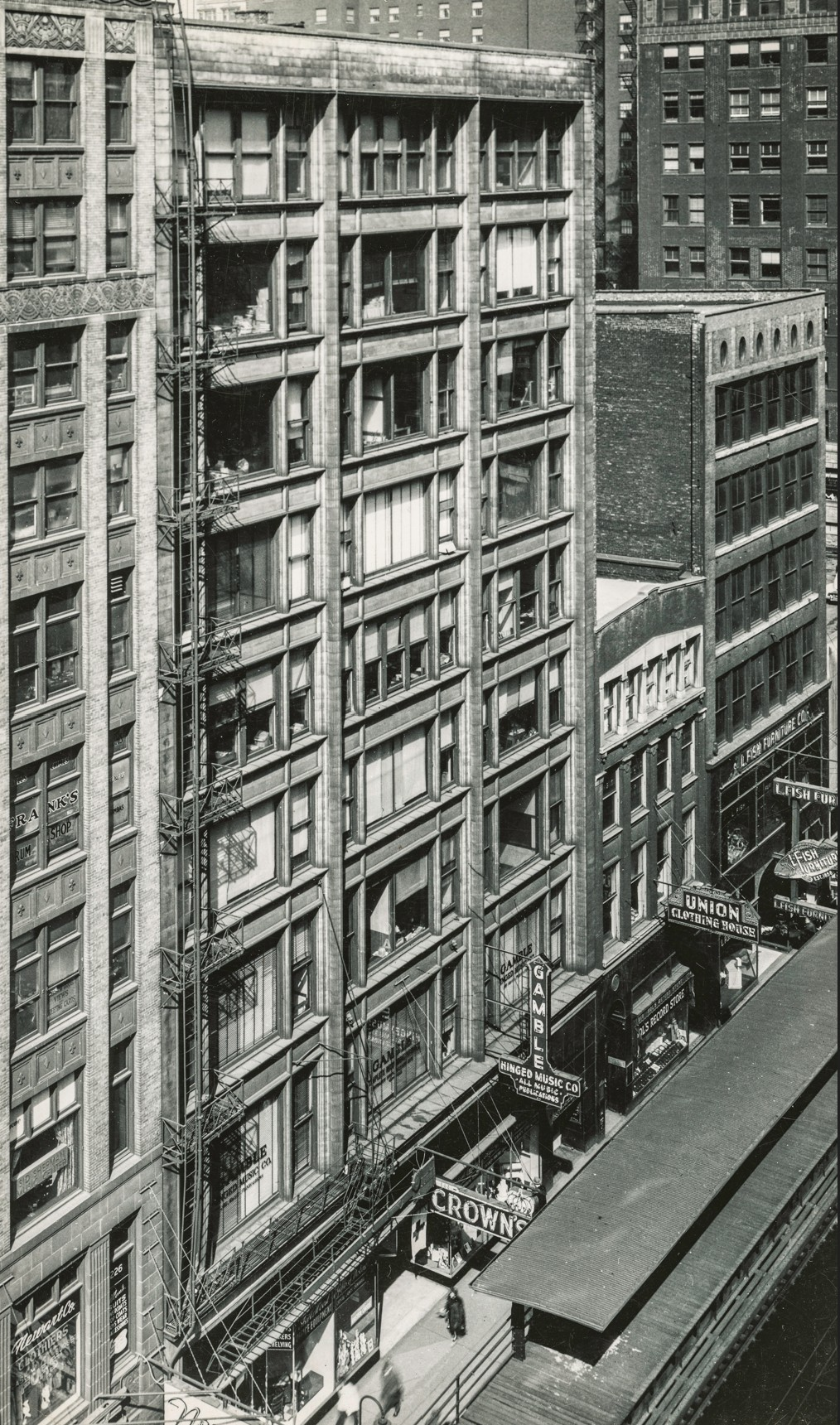
McClurg Building (1899)
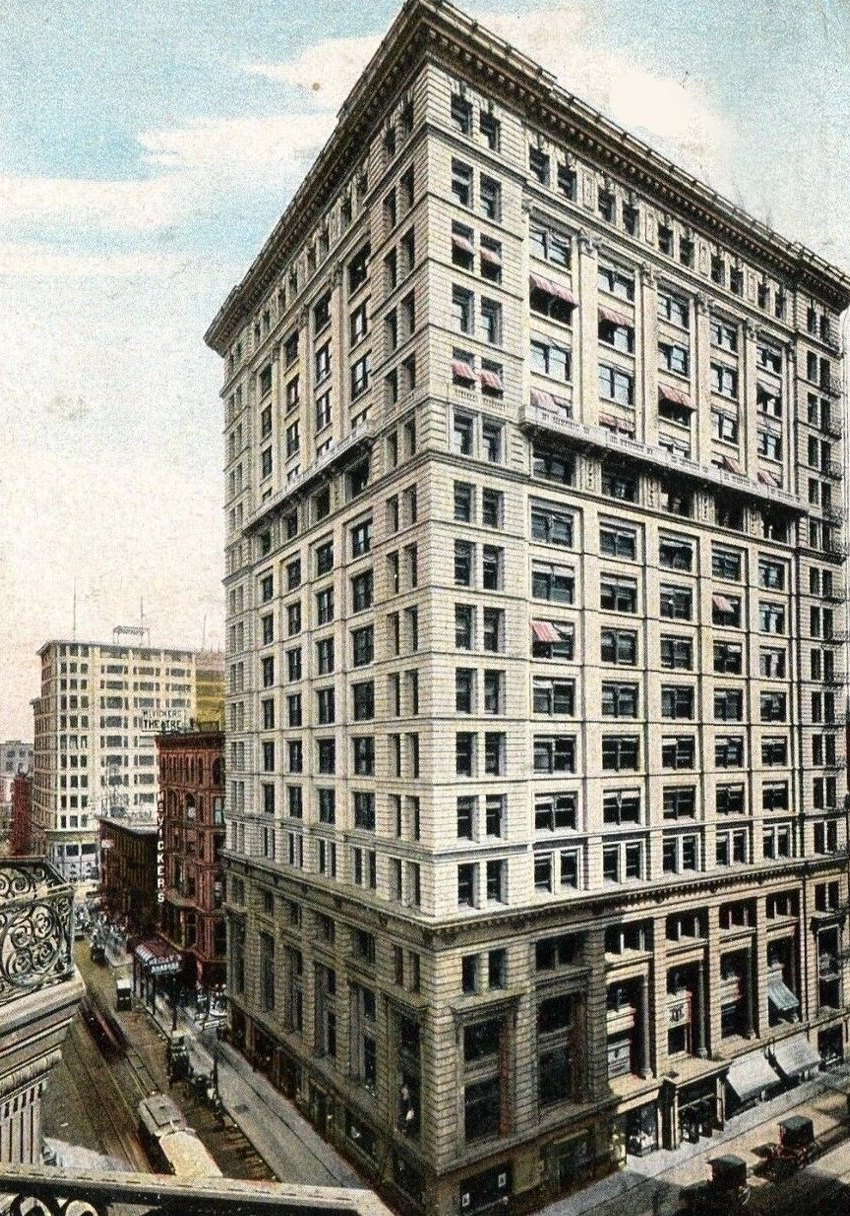
Tribune Building (1902)
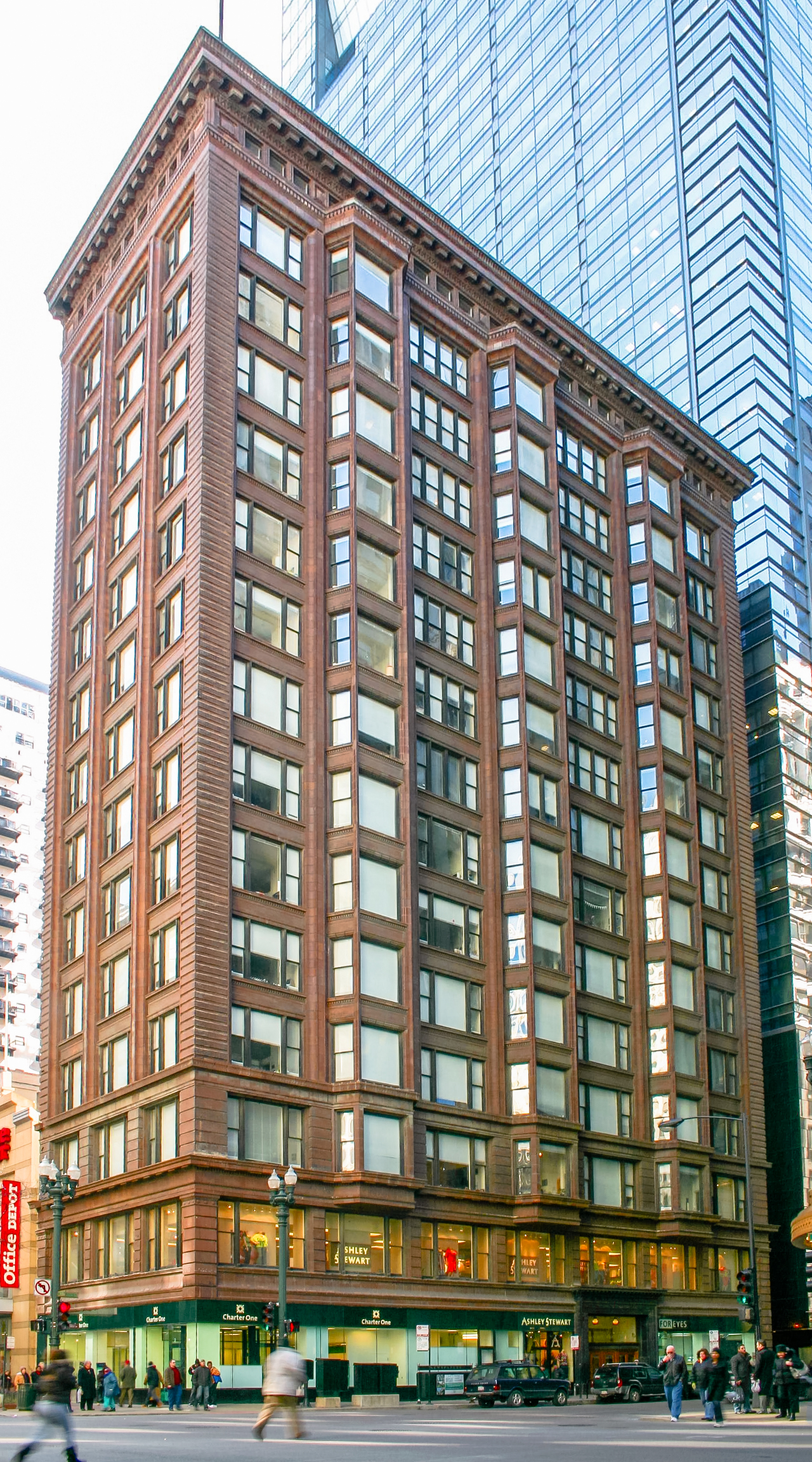
Chicago Savings Bank Building (1905)
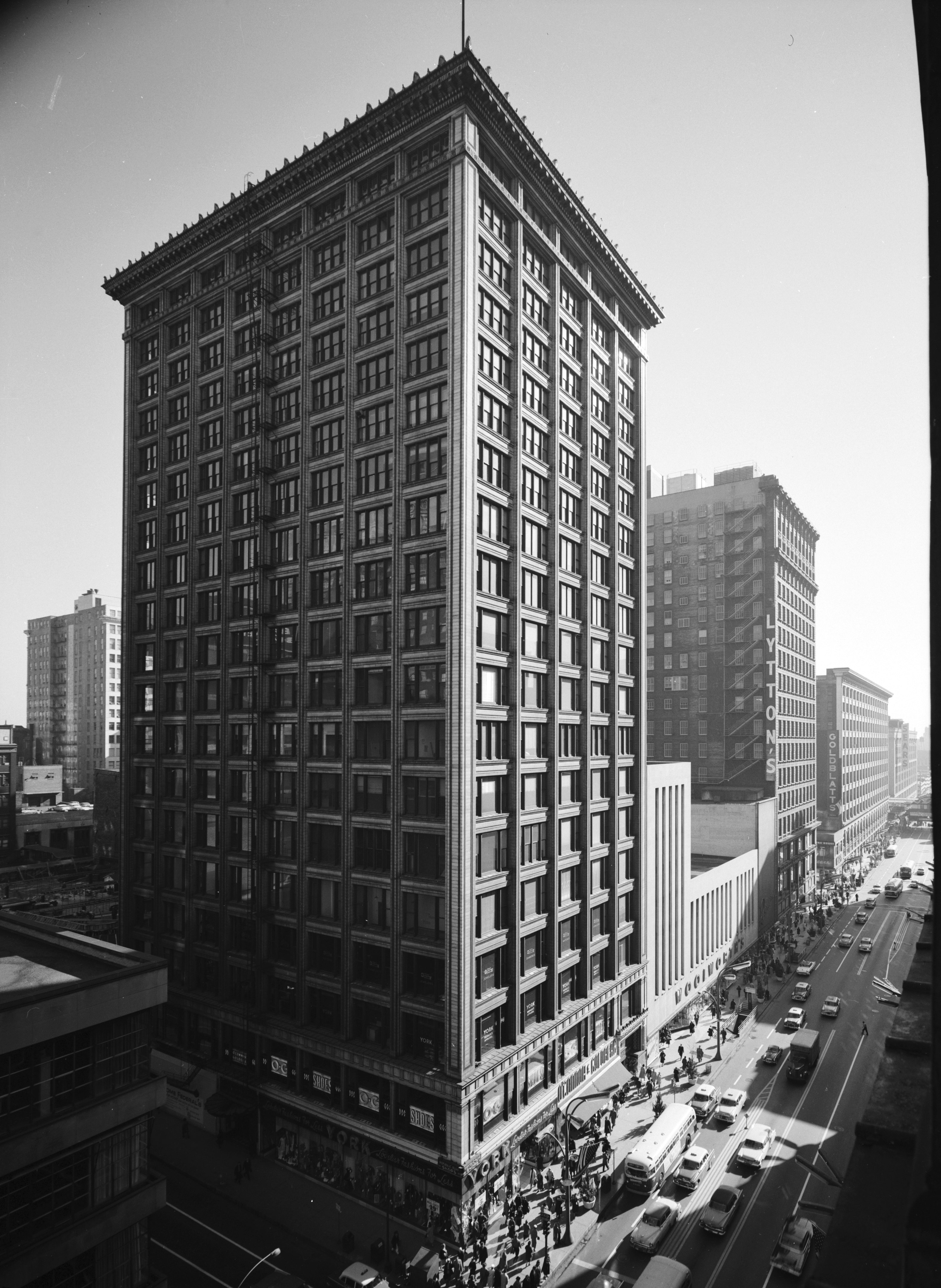
Republic Building (1905)
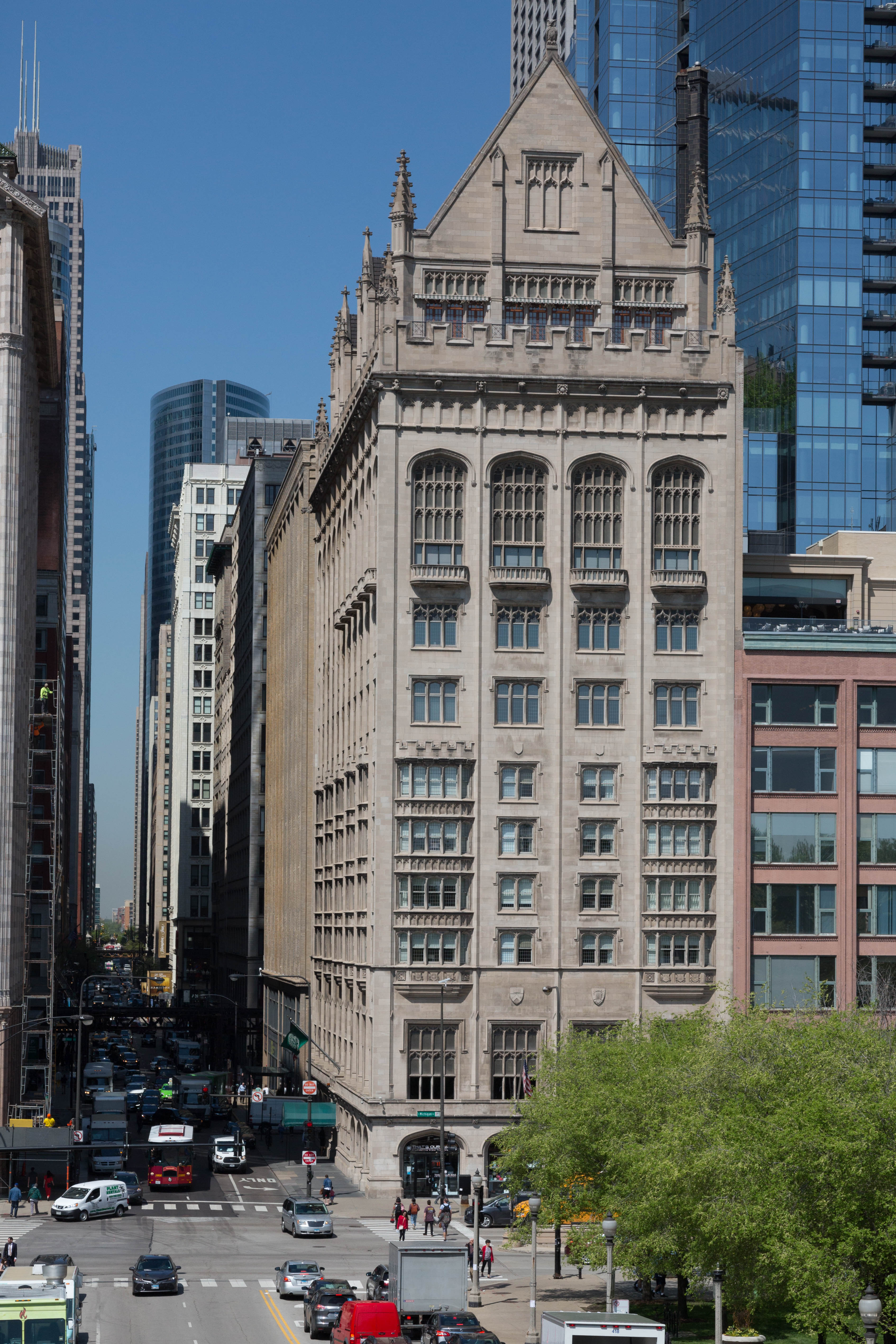
University Club (1908)
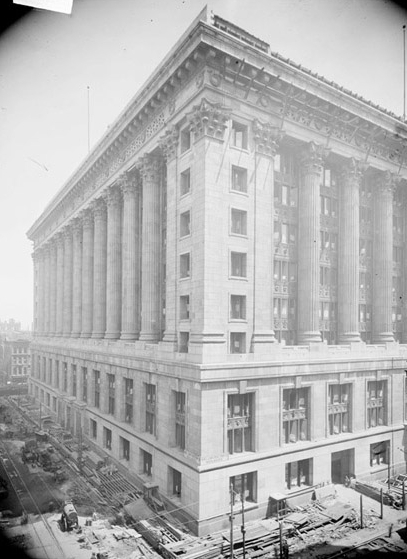
Chicago City Hall (1910)
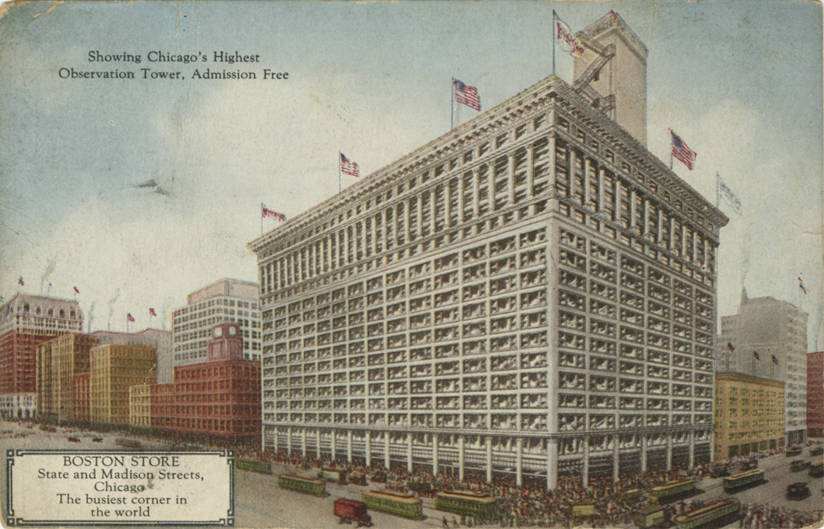
Boston Store (1916)
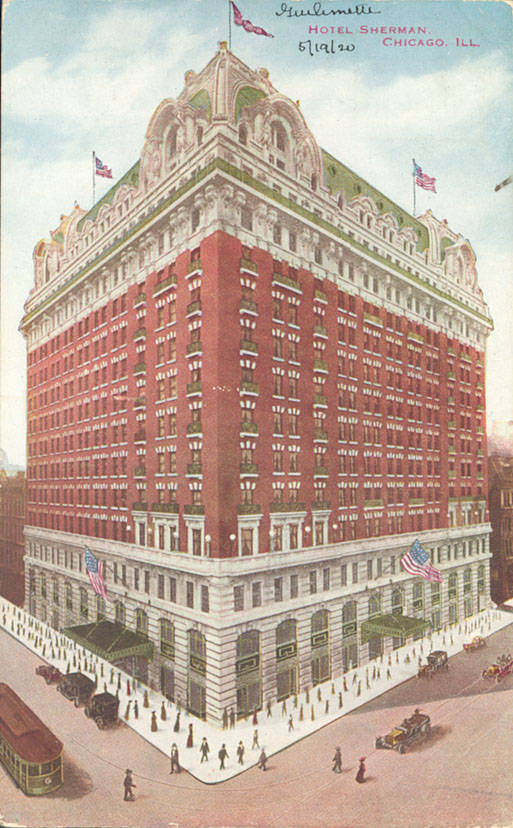
Hotel Sherman (1911)
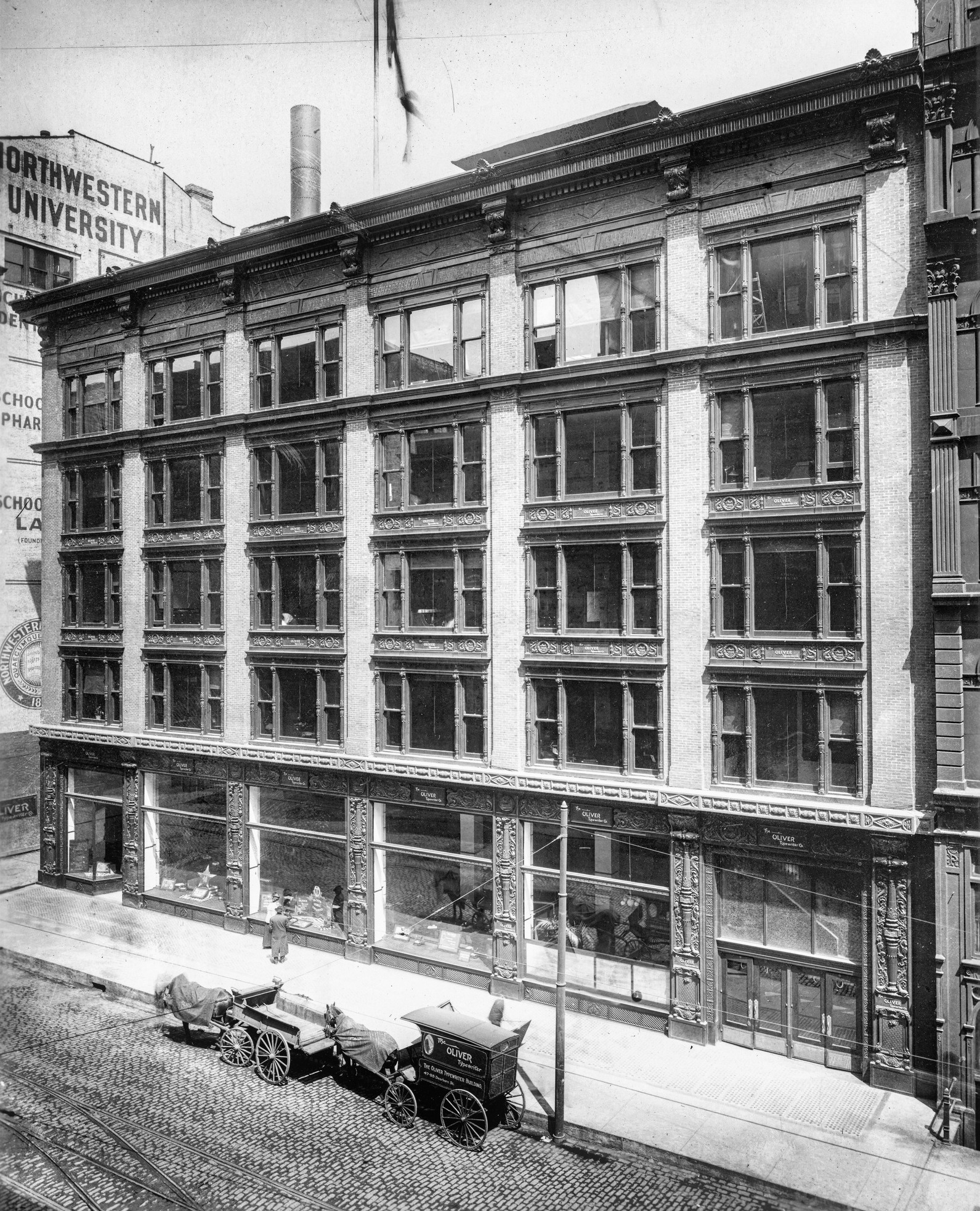
Oliver Typewriter Building (1907)
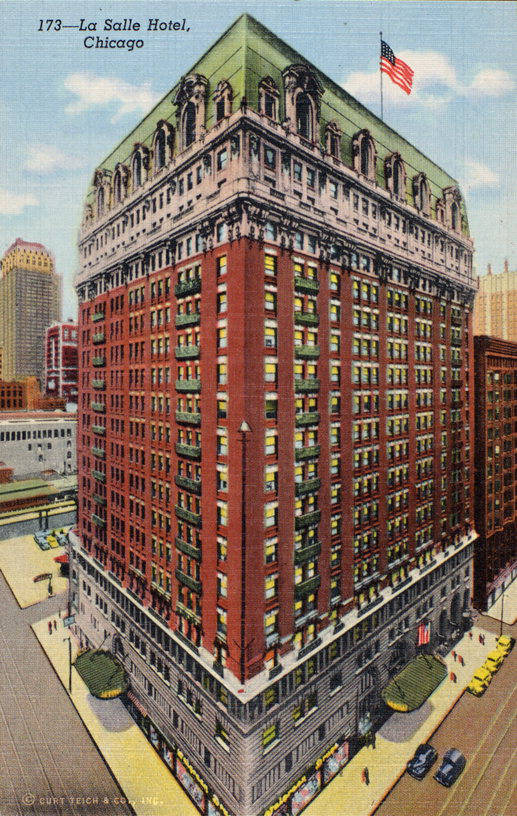
LaSalle Hotel (1909)
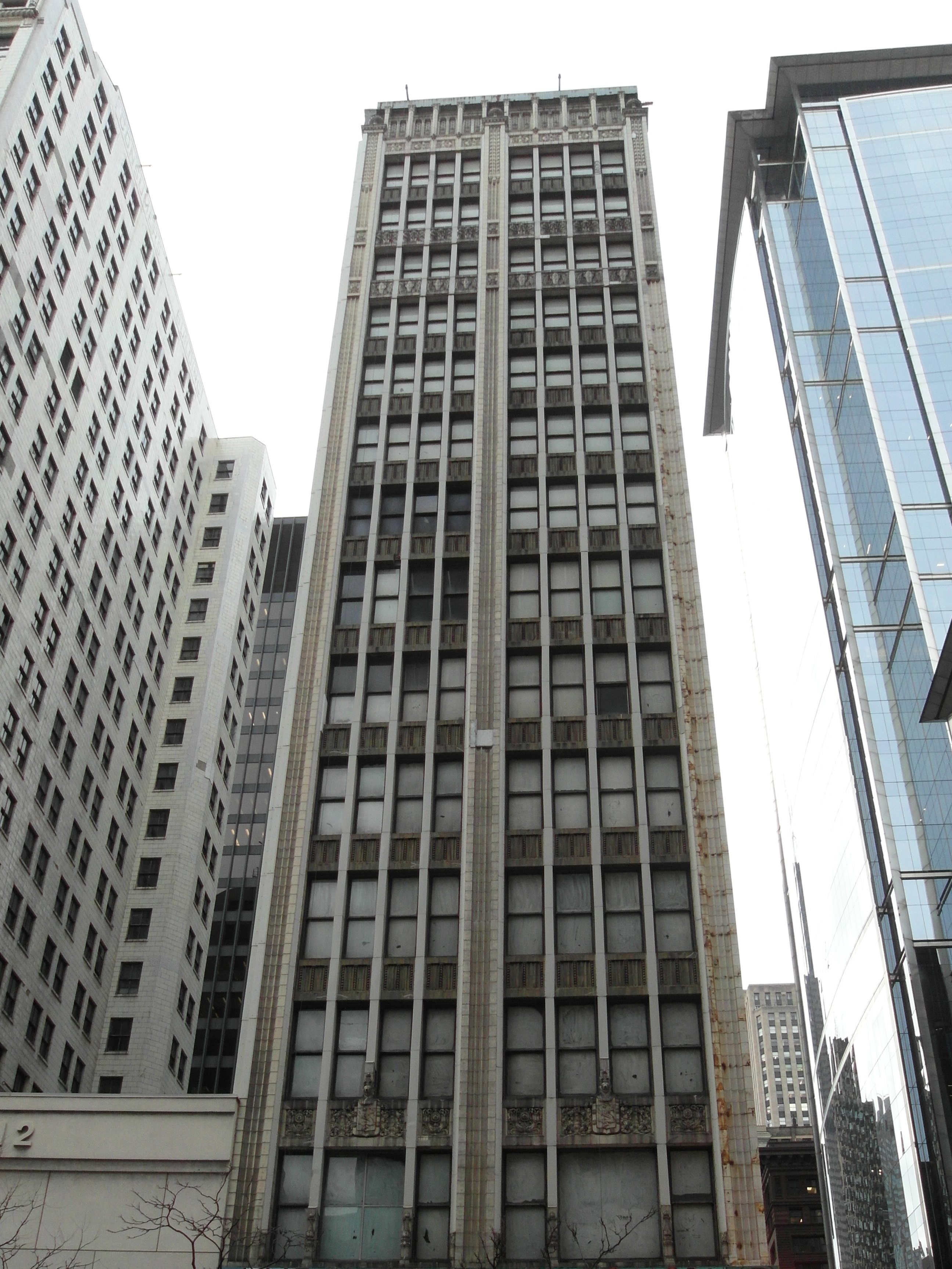
Century Building (1916)
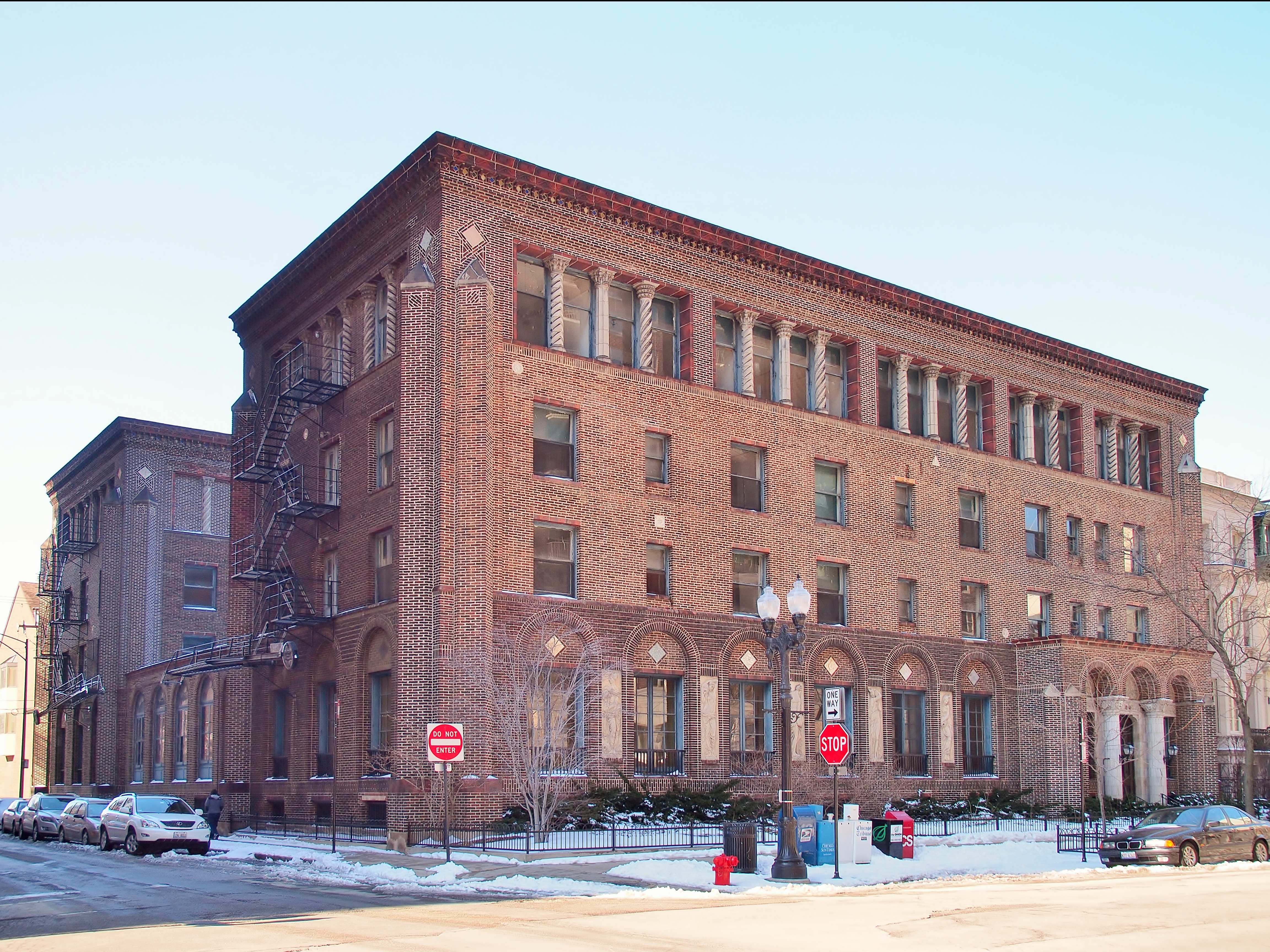
Three Arts Club (1914)
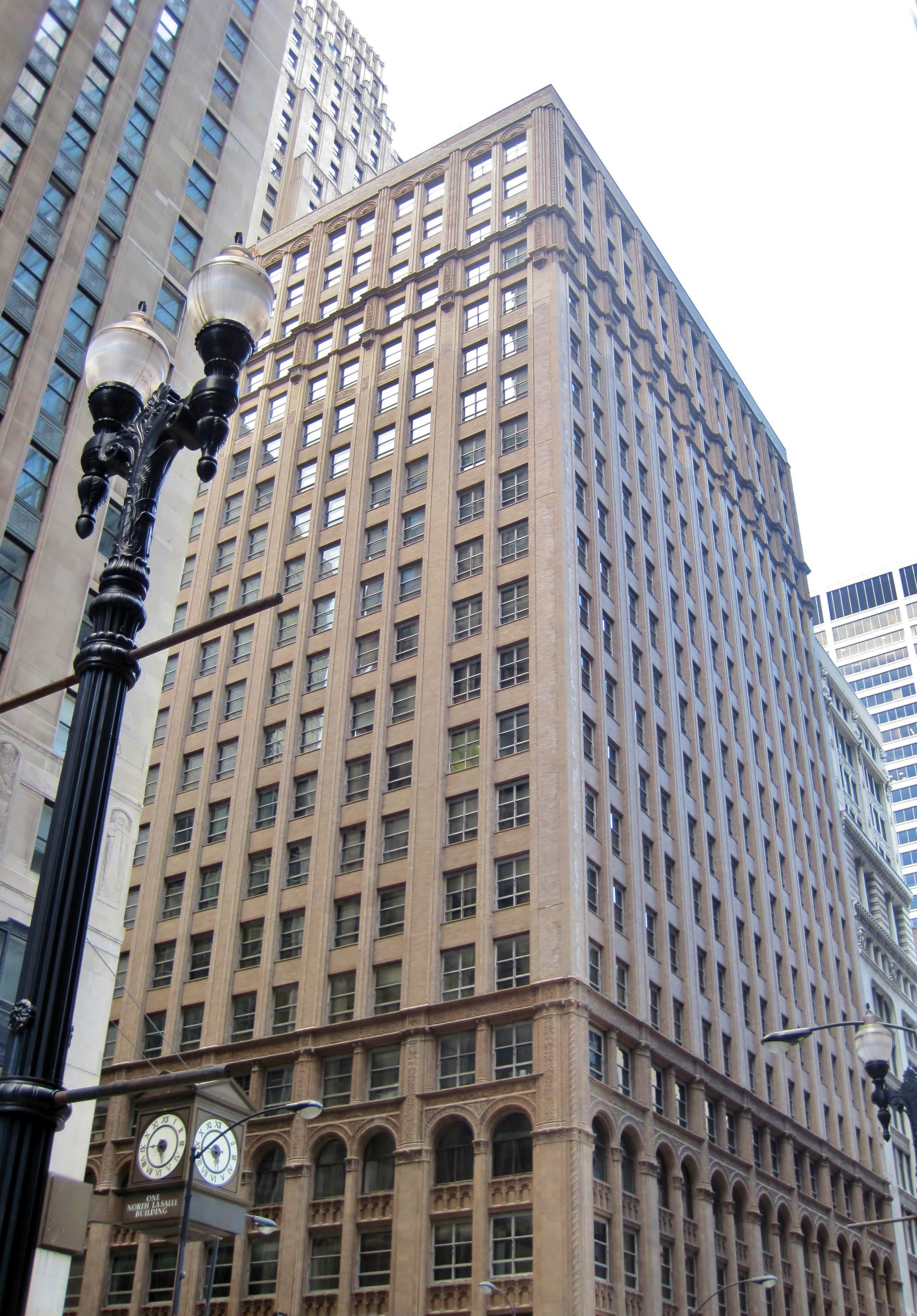
Roanoke Building (1915)
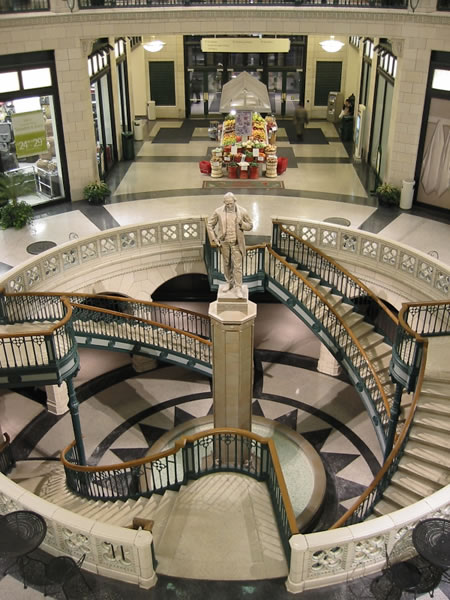
Plankinton Arcade (1916)

### Holabird & Root
- 1928–29: 333 North Michigan Avenue Building, Chicago (Chicago Landmark)
- 1929: Palmolive Building, 919 North Michigan Avenue, Chicago (NRHP, Chicago Landmark)
- 1929: Daily News Building, 2 North Riverside Plaza, Chicago
- 1930: Chicago Board of Trade Building, Chicago (NHL, NRHP, Chicago Landmark)
- 1930: LaSalle–Wacker Building, Chicago
- 1930: Michigan Square Building, Chicago (1978 abgerissen)

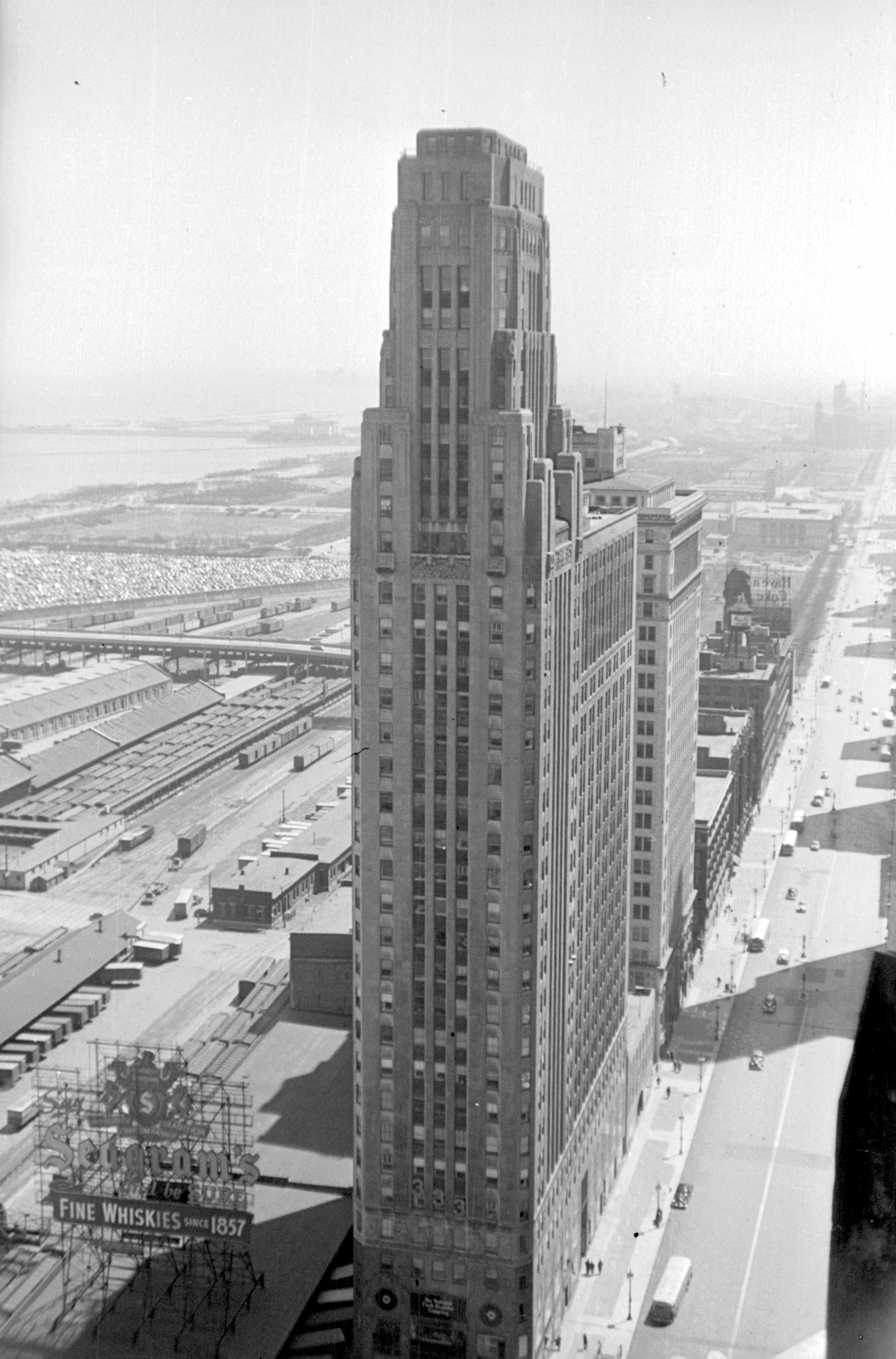
333 North Michigan Avenue Building (1928–29)
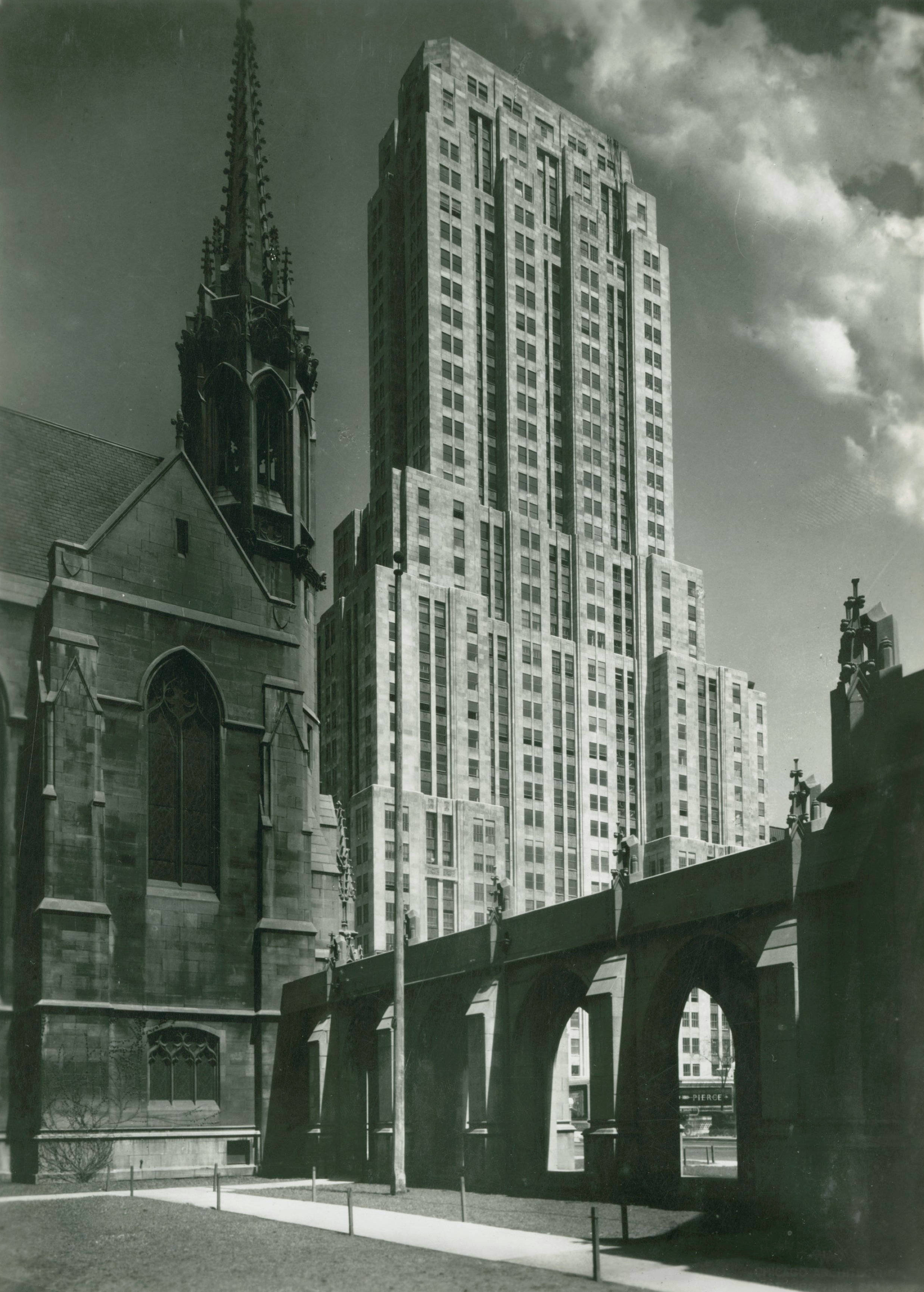
Palmolive Building (1929)
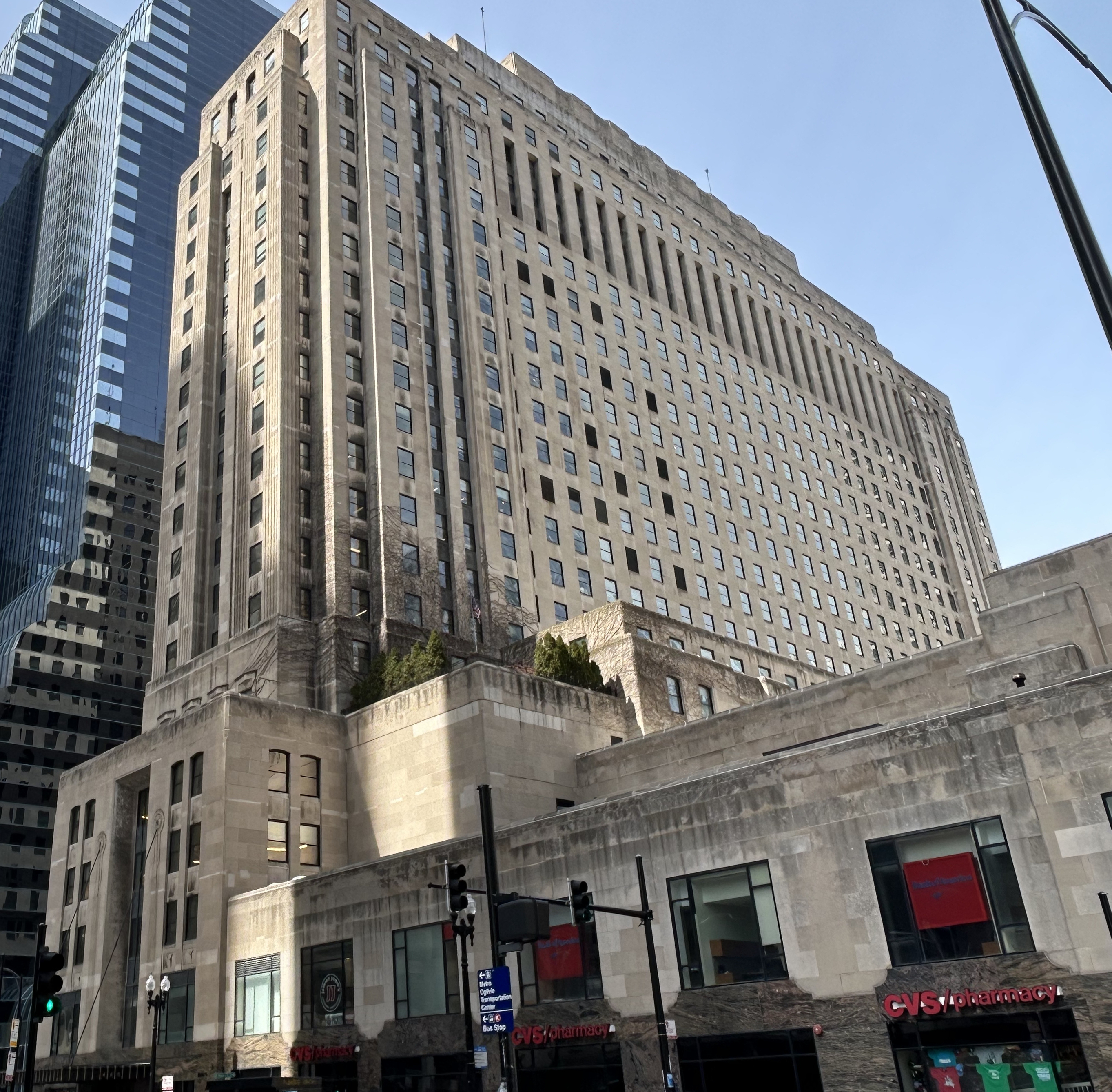
Daily News Building (1929)
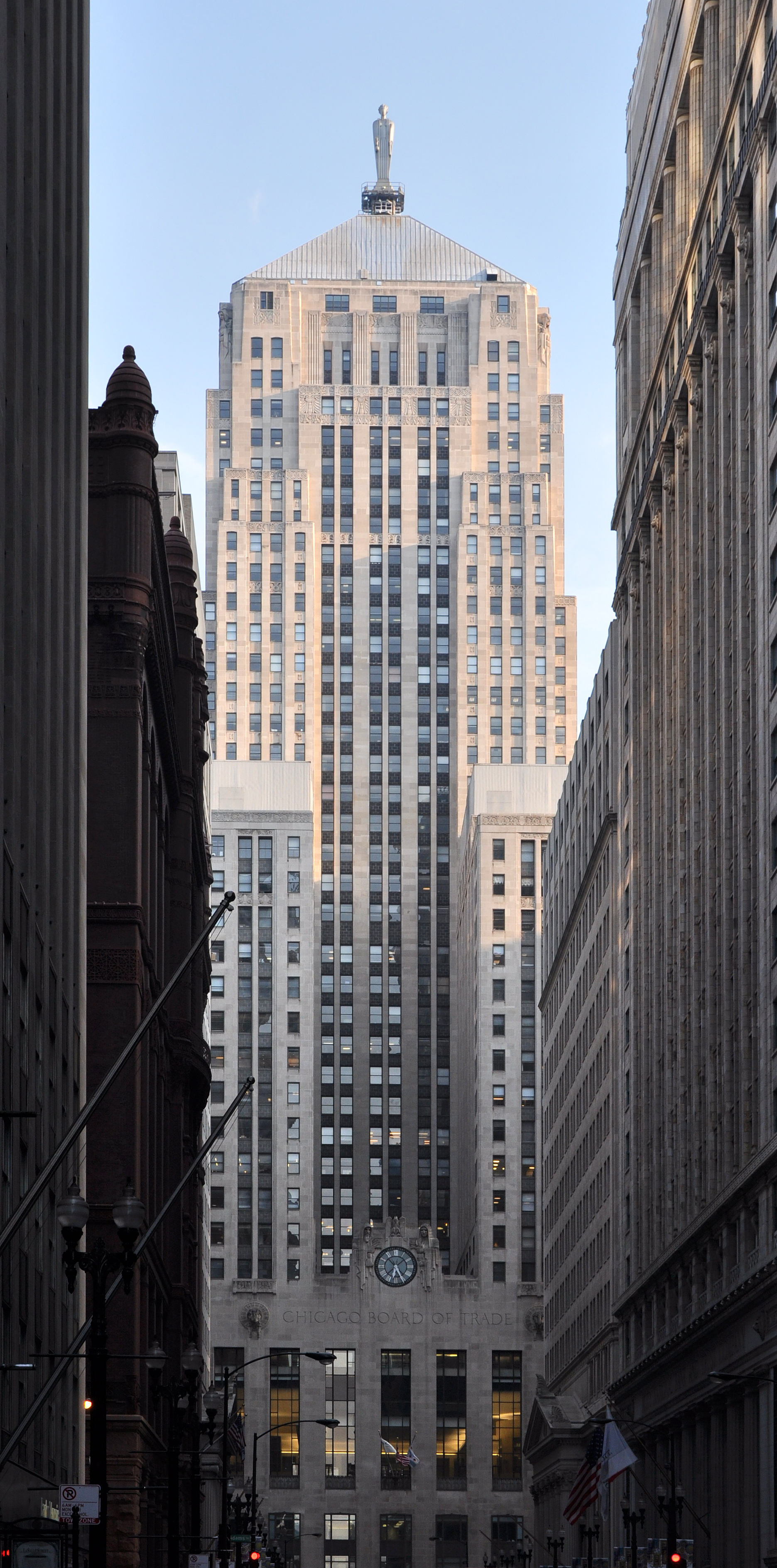
Chicago Board of Trade Building (1930)
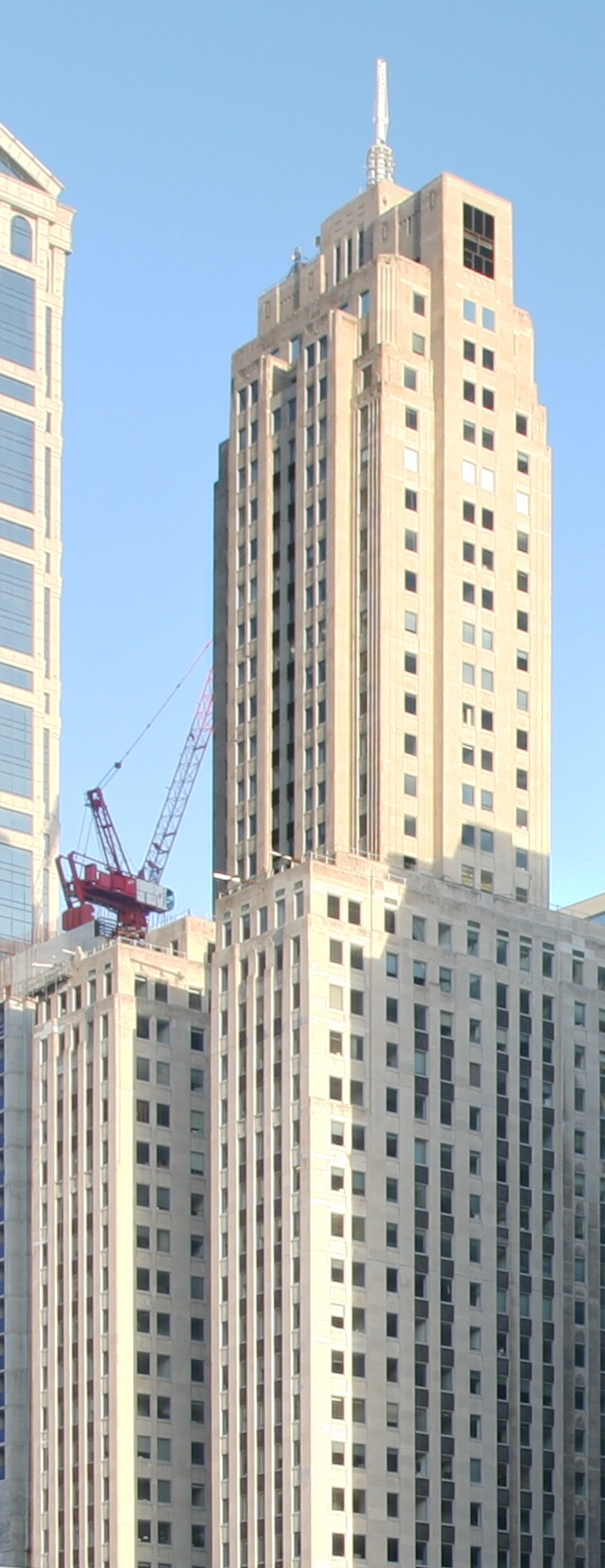
LaSalle–Wacker Building (1939)